# Kuraj, Ostroh
Kuraj (în ucraineană Кураж) este un sat în comuna Sianți din raionul Ostroh, regiunea Rivne, Ucraina.

## Demografie
Componența lingvistică a localității Kuraj
     Ucraineană (100%)
Conform recensământului din 2001, toată populația localității Kuraj era vorbitoare de ucraineană (100%).